# Conchylia nitidula
Conchylia nitidula is een vlinder uit de familie spanners (Geometridae). De wetenschappelijke naam van deze soort is voor het eerst geldig gepubliceerd in 1782 door Stoll.
De soort komt voor in tropisch Afrika.